# Joseph Pholien

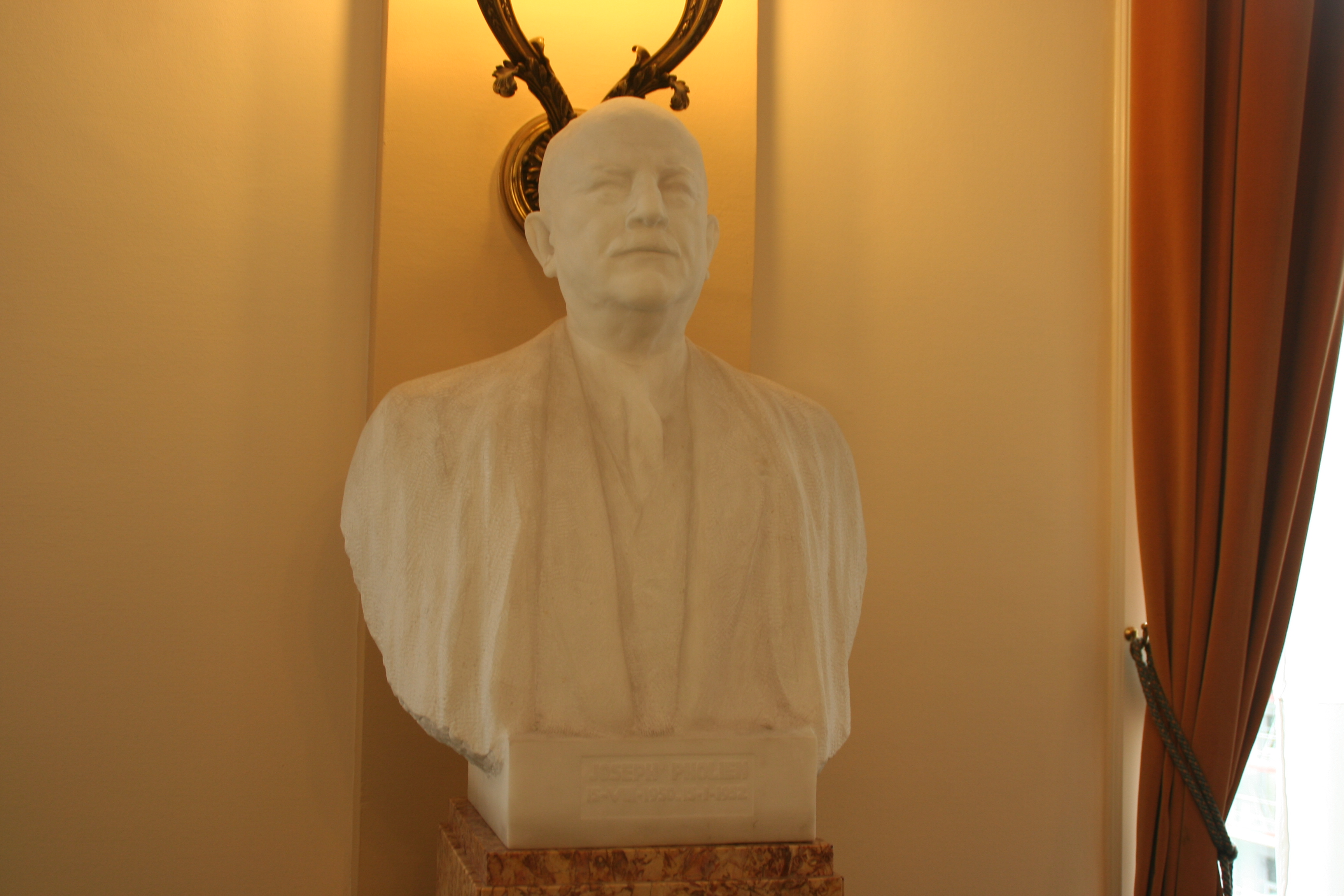
Büste von Joseph Pholien

Joseph Clovis Louis Marie Emmanuel Pholien (* 28. Dezember 1884 in Lüttich; † 4. Januar 1968 in Brüssel) war ein belgischer christlicher Politiker und Premierminister.

## Studium und berufliche Tätigkeiten
Nach dem Studium der Philosophie an der Universität Saint-Louis, der Rechtswissenschaften an der Freien Universität Brüssel sowie der Promotion zum Doctor iuris absolvierte er ein Praktikum bei dem späteren Premierminister Léon Delacroix. Anschließend war er selbst als Rechtsanwalt in Elsene tätig.

## Politische Laufbahn

### Senator und Justizminister
Seine politische Laufbahn begann 1926, als er für die Parti Social Chrétien (PSC), einer Vorgängerin des heutigen Centre Démocrate Humaniste (CDH), bis 1929 zum Mitglied des Gemeinderates von Elsene gewählt wurde. Von 1936 bis 1961 war er Mitglied des Senats.
Vom 15. Mai 1938 bis zum 20. Februar 1939 war er Justizminister im ersten Kabinett von Paul-Henri Spaak. Nach dem Einmarsch der Wehrmacht verfasste er mit einigen anderen Senatoren einen öffentlichen Protestbrief, worauf er dreimal von der deutschen Besatzungsmacht verhaftet wurde.
1946 wurde er zum Vizepräsidenten des Senats gewählt und war zugleich in den folgenden Jahren Mitglied der Ausschüsse für Justiz, öffentliche Arbeiten, Kolonien, auswärtige Angelegenheiten und Volksgesundheit. In dieser Funktion war er unter anderem Berichterstatter für das Arztrecht.

### Premierminister 1950 bis 1952
Vom 16. August 1950 bis 15. Januar 1952 war Pholien Premierminister. Während dieser Zeit erfolgte nach der „Königsfrage“ das offizielle Abdanken von König Leopold III. und die Krönung von Baudouin I. Andererseits war seine Amtszeit durch Probleme der Weltwirtschaft sowie der Lösung des „Unterrichtsstreits“ geprägt. Dabei ging es um die Frage eines freien (konfessionellen) Unterrichts oder des staatlich geregelten Unterrichts in den Sprachregionen. Letztendlich führte jedoch parteiinterner Unfrieden zu seinem Rücktritt.
Vom 15. Januar bis zum 2. September 1952 war er noch Justizminister im Kabinett seines Nachfolgers Jean Van Houtte. Nach der Begnadigung zweier ursprünglich zum Tode verurteilter Kollaborateure und Entrüstungsstürmen in der Bevölkerung trat er von seinem Ministeramt zurück. Bereits während seiner Amtszeit als Premierminister entschied das Justizministerium, dass die nach Kriegsende verhängten Todesurteile gegen Kollaborateure wegen der humanitären Tradition Belgiens nicht vollstreckt würden.
Im Januar 1966 wurde ihm der Ehrentitel eines „Staatsministers“ verliehen.